# Lázaro Díaz del Valle
Lázaro Díaz del Valle (getauft 3. April 1606 in León; † 27. Februar 1669 in Madrid) war ein spanischer Chronist, Genealoge und Historiker. Er war der Autor verschiedener Werke in Manuskriptform, von denen zwei besonders bekannt sind. Zum einen ist dies der erste spanische Versuch einer (unvollendeten) Zusammenstellung von Malerbiographien unter dem langen Titel Epílogo y Nomenclatura de algunos artífices que por famosos y Aventajados en el nobilísimo y Rl. Arte de la Pintura y Dibuxo han sido por los Mayores Príncipes del Orbe honrrados con órdenes militares de Cavallería in zwei Bänden (1656–1659) und zum anderen das ehrgeizige Werk Historia y Nobleza del Reino de León y Principado de Asturias (1667–1669).

## Biographie
Am 3. April 1606 in der Kirche San Martín de León getauft, stammte Lázaro wahrscheinlich von wohlhabenden Eltern ab. Über seine Ausbildung und sein Studium ist nichts Näheres bekannt, doch wird er in späteren Dokumenten als Lizenziat bezeichnet. Er übersiedelte etwa 1622 nach Madrid, wo zwei seiner Onkel bei Hofe tätig waren und trat als „Jungsänger“ (spanisch cantorcico) in die Hofkapelle ein. Seit dem 25. Dezember 1633 wird als „Cantor“ bezeichnet. Er muss Kastrat gewesen sein, da dies der Autor Jerónimo de Barrionuevo 1655 in seinen Avisos erwähnt. Im selben Jahr erscheint er in den Büchern der Cortes als Generalchronist der Königreiche, ein Titel, den auch seine Sterbeurkunde nennt, die am 27. Februar 1669 in der Pfarrkirche San Martín in Madrid ausgestellt wurde. Im Epitaph, dessen Inschrift er selbst verfasste und das er im Kloster Santa María de Carbajal in seiner Geburtsstadt León aufstellen ließ, erscheint der Titel ebenfalls. Testamentarisch vermachte er dem Kloster zwei Gemälde aus seinem Besitz, die sich heute noch an Ort und Stelle befinden, nämlich eine Pietá von Antonio Arias und eine Auferweckung des Lazarus von Juan Antonio Escalante.